# Chrysotrichia australis
Chrysotrichia australis is een schietmot uit de familie Hydroptilidae. De soort komt voor in het Australaziatisch gebied.